# Orlando Duque
Pour les articles homonymes, voir Duque.
Orlando Duque  (né le 11 septembre 1974 à Cali) est un plongeur de haut vol colombien et le premier champion du monde FINA de l'histoire en remportant l'épreuve des championnats du monde de natation 2013 à Barcelone où le saut de haut vol figurait pour la première fois.

## Publications
- High Diver. My Life on the Edge, PANTAURO, 2020.